# Caoyuan, Fujian
Caoyuan (kinesiska: 曹远)  är en köping i sydöstra Kina. Den ligger i Yong'an i staden Sanming i provinsen Fujian, omkring 200 kilometer väster om provinshuvudstaden Fuzhou. Antalet invånare är 29 624. Befolkningen består av 12 607 kvinnor och 17 017 män. Barn under 15 år utgör 14,0 %, vuxna 15-64 år 78 %, och äldre över 65 år 6,0 %.